# Dánia az Eurovíziós Dalfesztiválokon
Dánia eddig ötvenhárom alkalommal vett részt az Eurovíziós Dalfesztiválon.
A dán műsorsugárzó a Danmarks Radio, amely 1950 óta tagja az Európai Műsorsugárzók Uniójának, és 1957-ben csatlakozott a versenyhez.
Dánia eddig három alkalommal, 1963-ban, 2000-ben és 2013-ban aratott győzelmet.

## Története

### Évről évre
Dánia már az első, 1956-os Eurovíziós Dalfesztiválra is jelentkezett, de végül nem vett részt, hanem egy évvel később, 1957-ben debütált.
Első győzelmüket 1963-ban szerezték, így az 1964-es versenynek Koppenhága adott otthont. Azonban az 1966-os rossz eredmény után a DR a visszalépés mellett döntött, és csak 1978-ban csatlakozott újra.
A nyolcvanas években sok sikert arattak. Bár győzniük nem sikerült, kétszer is a harmadik helyen végeztek. Ezzel szemben az 1993 és 2003 között érvényben lévő kieséses rendszer értelmében 1994-ben, 1998-ban és 2003-ban sem vehettek részt az előző évi rossz eredmény miatt. 1996-ban rendhagyó módon egy előválogatót rendeztek, ahol nem sikerült kivívniuk a részvételt, és így 1995-ös ötödik helyük ellenére nem vehettek részt.
A rossz eredmények után 2000-ben sikerült megnyerniük a versenyt. A két győzelmük között eltelt harminchét év akkoriban rekordnak számított. Hazai pályán a második helyet érték el, ám a következő évben debütálásuk óta először végeztek az utolsó helyen. Az elődöntőket 2004-ben vezették be. Első alkalommal, bár közel voltak a továbbjutáshoz, nem tudták kivívni a döntőbe kerülést. A következő évben már sikerrel vették az elődöntőt, és a döntőben az első tízben végeztek. A jó eredménynek köszönhetően 2006-ban automatikusan döntősök voltak, ott azonban nem tudták megismételni a jó szereplést. 2007-ben második alkalommal estek ki az elődöntő során. A 2008-as szabálymódosítás értelmében az addigi egy elődöntő helyett két kisebbet rendeztek. 2008-ban és 2009-ben is továbbjutottak, ám a döntőben nem tudtak az első tízben végezni. 

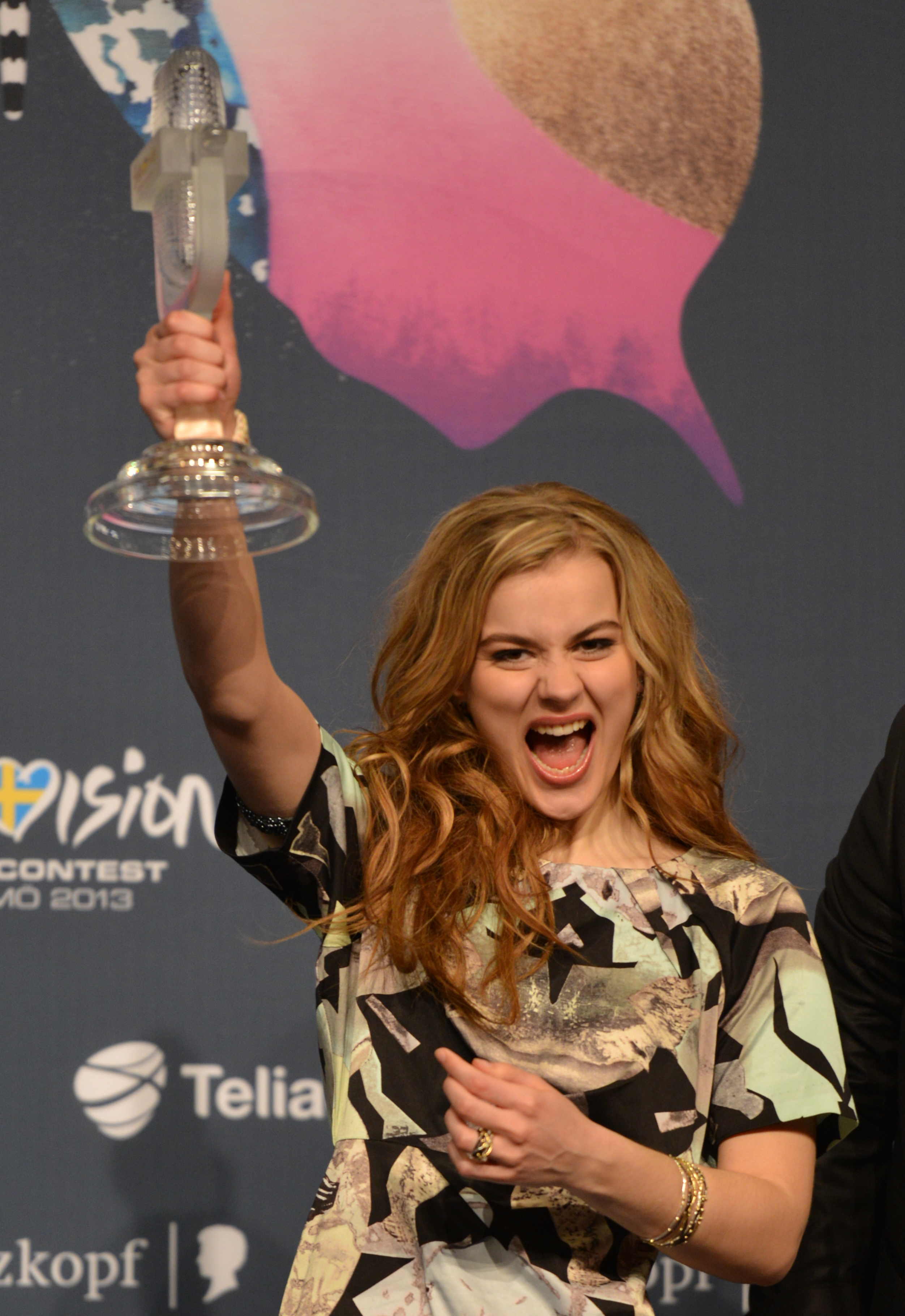
Emmelie de Forest, a 2013-as dalfesztivál győztese a döntő utáni sajtótájékoztatón.

2010-ben az elődöntő után a döntőben is meg tudták ismételni a sikert, és a negyedik helyen zártak. 2011-ben sorozatban második alkalommal végeztek az első tízben, ekkor ötödikek lettek. 2012-ben is döntőbe jutottak, egy évvel később pedig a harmadik győzelmüket aratták. Emmelie de Forest Only Teardrops című dala egyben az eddigi legtöbb pontot szerzett dán dal. A következő évben Koppenhágában, egy volt hajógyári szerelőcsarnokban rendezték a versenyt. Hazai pályán Basim kilencedik lett. A következő két évben azonban kiestek az elődöntőben. 2017-ben továbbjutottak, és a huszadik helyen végeztek. A következő években is kvalifikáltak a döntőbe. 2018-ban Rasmussen kilencedik, míg 2019-ben Leonora tizenkettedik helyen végzett.
2020-ban Ben & Tan képviselte volna az országot, azonban március 18-án az Európai Műsorsugárzók Uniója bejelentette, hogy 2020-ban nem tudják megrendezni a versenyt a COVID–19-koronavírus-világjárvány miatt. Bár ezúttal is jelentkeztek az ország nemzeti döntőjébe, a dán közmédia nem válogatta be őket az élő adás mezőnyébe és végül nem kaptak újabb lehetőséget az ország képviseletére a következő évben. 2021-ben és 2022-ben nem sikerült továbbjutniuk a döntőbe, előbb tizenegyedik, majd tizenharmadik helyen végeztek. 2023-ban, amikor Dánia először küldött feröeri versenyzőt, szintén nem sikerült továbbjutniuk, tizennegyedikek lettek, egy évvel később pedig tizenkettedikek az elődöntőben. 2025-ben továbbjutottak a döntőbe, ahol a huszonharmadik helyen végeztek. Érdekesség, hogy az országot képviselő Sissal lett az első feröeri előadó, aki bejutott a dalfesztivál döntőjébe.

### Nyelvhasználat
Dánia eddigi ötvenhárom dalából huszonkilenc dán nyelvű, huszonnégy pedig angol nyelvű volt. 
2019-es daluk többsége angol nyelven hangzott el, de tartalmazott dán, francia és német nyelvű szöveget is.
A dalverseny első éveiben nem vonatkozott semmilyen szabályozás a nyelvhasználatra. 1966-tól az EBU bevezette azt a szabályt, hogy mindegyik dalt az adott ország egyik hivatalos nyelvén kell előadni, vagyis Dánia indulóinak dán nyelven. Ezt a szabályt 1999-ben véglegesen eltörölték. Azóta minden évben angol nyelvű dallal neveztek, így az 1997-es dal az utolsó, amelyet dán nyelven adtak elő.

### Nemzeti döntő

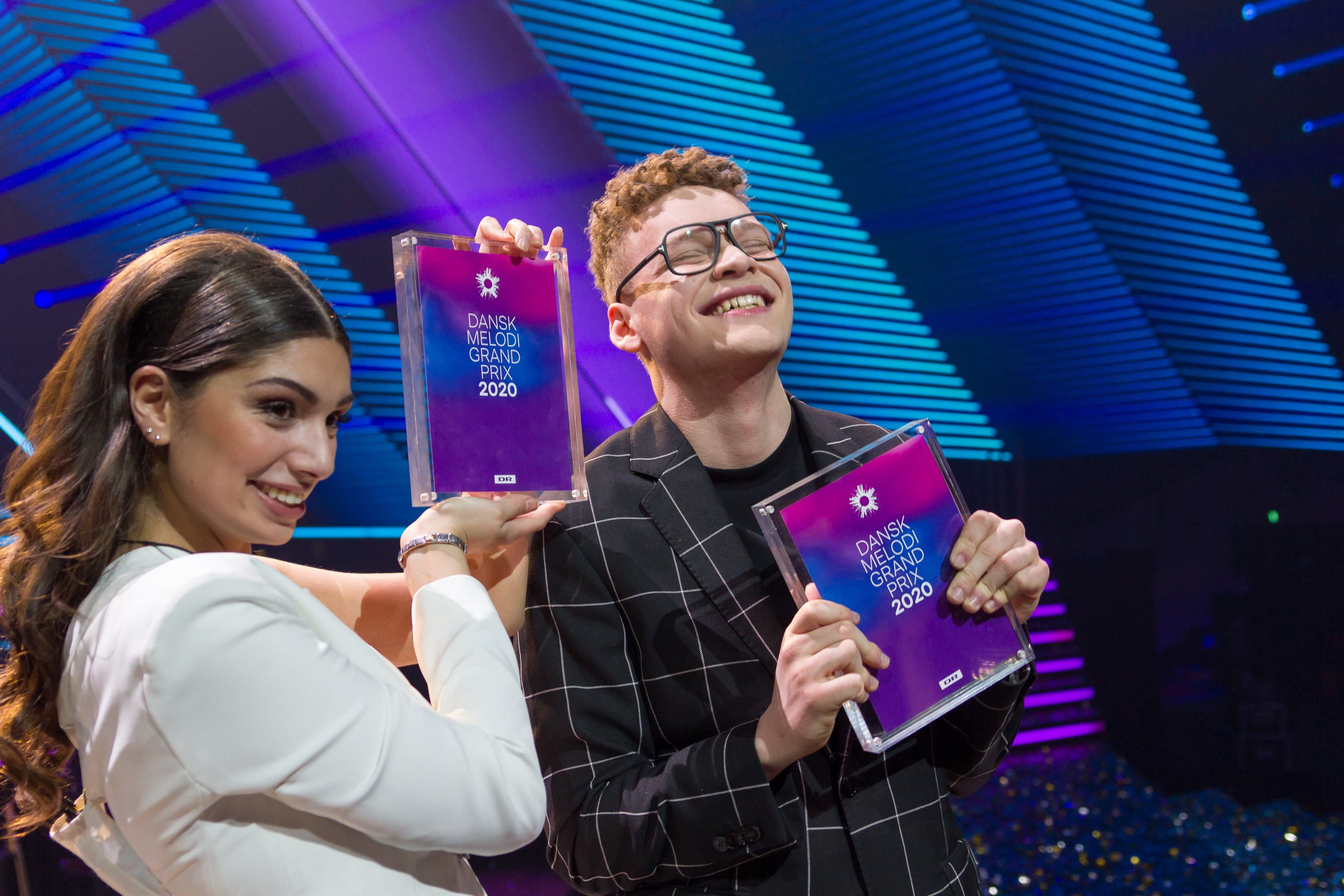
A 2020-as Dansk Melodi Grand Prix győztesei

Dánia nemzeti döntője a Dansk Melodi Grand Prix, és az ország debütálása óta minden alkalommal ennek segítségével választották ki indulójukat. Azokban az években, amikor Dánia nem vett részt a nemzetközi versenyen, nem rendezték meg.
A nemzeti válogatót kezdetben több előadó részvételével rendezték, akik közül egy zsűri választotta ki a győztest. 1962-ben a svéd és norvég nemzeti döntő mintjára mindegyik dalt két különböző előadó is előadta, de ez náluk nem vált jellemzővé, a következő évben visszatértek az eredeti formátumhoz.
1964-ben első alkalommal a nézők szavazhattak, levelezőlap segítségével. A dalok előadása után öt napon keresztül lehetett szavazni, és a dán tévé 233.465 szavazatot kapott. 1966-ban regionális zsűrik választották ki a nyertest.
Tizenegy éves kihagyás után 1978-ban rendezték meg újra a Melodi Grand Prix-t, és regionális zsűrik alakították ki a végeredményt. Érdekesség, hogy a mezőnyben ott volt az 1963-ban győztes Grethe Ingmann, és az Olsen-fivérek is, akik huszonkét évvel később nyerték meg a versenyt, ekkor azonban egyikük sem tudta kivívni a részvétel jogát.
1990-ben már a nézők választották ki az indulót, telefonos szavazás segítségével. A szavazás két körből állt: az első fordulóból az első öt helyezett jutott tovább, és utána már csak ezekre lehetett szavazni. A következő években is ezt a lebonyolítási rendszert alkalmazták.
2007-ben először rendeztek elődöntőket is. A svéd Melodifestivalen mintájára a kiesett dalok közül a legjobbak egy vigaszágas elődöntőben kaptak egy második esélyt. Meglepetésre egy vigaszágról érkezett dal lett a végső győztes. 2009 óta nem rendeztek elődöntőt, a döntőben tíz dal versenyzett. Szintén a svéd nemzeti döntő mintájára a dalok kettesével párbajt vívtak egymással, egyenes kieséses rendszerben dőlt el az induló kiléte.

## Résztvevők
| Év   | Előadó                          | Dal                              | Magyar fordítás                    | Döntő                          | Pontszám                       | Elődöntő             | Pontszám             |
| ---- | ------------------------------- | -------------------------------- | ---------------------------------- | ------------------------------ | ------------------------------ | -------------------- | -------------------- |
| 1957 | Birthe Wilke és Gustav Winckler | Skibet skal sejle i nat          | Ma éjjel indul a hajó              | 3.                             | 10                             | Nem volt elődöntő    | Nem volt elődöntő    |
| 1958 | Raquel Rastenni                 | Jeg rev et blad ud af min dagbog | Kitéptem egy lapot a naplómból     | 8.                             | 3                              | Nem volt elődöntő    | Nem volt elődöntő    |
| 1959 | Birthe Wilke                    | Uh, jeg ville ønske jeg var dig  | Ó, bárcsak a helyedben lehetnék    | 5.                             | 12                             | Nem volt elődöntő    | Nem volt elődöntő    |
| 1960 | Katy Bødtger                    | Det var en yndig tid             | Kellemes idő volt                  | 10.                            | 4                              | Nem volt elődöntő    | Nem volt elődöntő    |
| 1961 | Dario Campeotto                 | Angelique                        | Angelika                           | 5.                             | 12                             | Nem volt elődöntő    | Nem volt elődöntő    |
| 1962 | Ellen Winther                   | Vuggevise                        | Altatódal                          | 10.                            | 2                              | Nem volt elődöntő    | Nem volt elődöntő    |
| 1963 | Grethe és Jørgen Ingmann        | Dansevise                        | Táncdal                            | 1.                             | 42                             | Nem volt elődöntő    | Nem volt elődöntő    |
| 1964 | Bjørn Tidmand                   | Sangen om dig                    | Egy dal rólad                      | 9.                             | 4                              | Nem volt elődöntő    | Nem volt elődöntő    |
| 1965 | Birgit Brüel                    | For din skyld                    | A Te kedvedért                     | 7.                             | 10                             | Nem volt elődöntő    | Nem volt elődöntő    |
| 1966 | Ulla Pia                        | Stop - mens legen er go'         | Állj meg, amíg jó az út            | 14.                            | 4                              | Nem volt elődöntő    | Nem volt elődöntő    |
|      |                                 |                                  |                                    |                                |                                | Nem volt elődöntő    | Nem volt elődöntő    |
| 1978 | Mabel                           | Boom Boom                        | Bumm bumm                          | 16.                            | 13                             | Nem volt elődöntő    | Nem volt elődöntő    |
| 1979 | Tommy Seebach                   | Disco Tango                      | Diszkó tangó                       | 6.                             | 76                             | Nem volt elődöntő    | Nem volt elődöntő    |
| 1980 | Bamses Venner                   | Tænker altid på dig              | Mindig rád gondolok                | 14.                            | 25                             | Nem volt elődöntő    | Nem volt elődöntő    |
| 1981 | Debbie Cameron és Tommy Seebach | Krøller eller ej                 | Göndör vagy sima haj               | 11.                            | 41                             | Nem volt elődöntő    | Nem volt elődöntő    |
| 1982 | Brixx                           | Video, Video                     | Videó, videó                       | 17.                            | 5                              | Nem volt elődöntő    | Nem volt elődöntő    |
| 1983 | Gry Johansen                    | Kloden drejer                    | Forog a Föld                       | 17.                            | 16                             | Nem volt elődöntő    | Nem volt elődöntő    |
| 1984 | Hot Eyes                        | Det' lige det                    | Ez pontosan az                     | 4.                             | 101                            | Nem volt elődöntő    | Nem volt elődöntő    |
| 1985 | Hot Eyes                        | Sku' du spørg' fra no'en?        | Szeretnéd tudni?                   | 11.                            | 41                             | Nem volt elődöntő    | Nem volt elődöntő    |
| 1986 | Lise Haavik                     | Du er fuld af løgn               | Tele vagy hazugságokkal            | 6.                             | 77                             | Nem volt elődöntő    | Nem volt elődöntő    |
| 1987 | Anne-Cathrine Herdorf & Bandjo  | En lille melodi                  | Egy kis dal                        | 5.                             | 83                             | Nem volt elődöntő    | Nem volt elődöntő    |
| 1988 | Kirsten & Søren                 | Ka' du se hva' jeg sa'?          | Nem látod, hogy ezt mondtam neked? | 3.                             | 92                             | Nem volt elődöntő    | Nem volt elődöntő    |
| 1989 | Birthe Kjær                     | Vi maler byen rød                | Vörösre festjük a várost           | 3.                             | 111                            | Nem volt elődöntő    | Nem volt elődöntő    |
| 1990 | Lonnie Devantier                | Hallo Hallo                      | Halló, halló                       | 8.                             | 64                             | Nem volt elődöntő    | Nem volt elődöntő    |
| 1991 | Anders Frandsen                 | Lige der hvor hjertet slår       | Ott, ahol a szív dobog             | 19.                            | 8                              | Nem volt elődöntő    | Nem volt elődöntő    |
| 1992 | Kenny Lübcke és Lotte Nilsson   | Alt det som ingen ser            | A dolgok, melyeket senki sem lát   | 12.                            | 47                             | Nem volt elődöntő    | Nem volt elődöntő    |
| 1993 | Tommy Seebach Band              | Under stjernerne på himlen       | Az ég csillagai alatt              | 22.                            | 9                              | Nem volt elődöntő    | Nem volt elődöntő    |
|      |                                 |                                  |                                    |                                |                                | Nem volt elődöntő    | Nem volt elődöntő    |
| 1995 | Aud Wilken                      | Fra Mols til Skagen              | Molstól Skagenig                   | 5.                             | 92                             | Nem volt elődöntő    | Nem volt elődöntő    |
| 1996 | Dorthe Andersen és Martin Loft  | Kun med dig                      | Csak veled                         | Nem jutott ki a dalfesztiválra | Nem jutott ki a dalfesztiválra | Nem volt elődöntő    | Nem volt elődöntő    |
| 1997 | Kølig Kaj                       | Stemmen i mit liv                | A hang az életemben                | 16.                            | 25                             | Nem volt elődöntő    | Nem volt elődöntő    |
|      |                                 |                                  |                                    |                                |                                | Nem volt elődöntő    | Nem volt elődöntő    |
| 1999 | Trine Jepsen és Michael Teschl  | This Time I Mean It              | Ezúttal komolyan gondolom          | 8.                             | 71                             | Nem volt elődöntő    | Nem volt elődöntő    |
| 2000 | Olsen Brothers                  | Fly on the Wings of Love         | Szállj a szerelem szárnyain        | 1.                             | 195                            | Nem volt elődöntő    | Nem volt elődöntő    |
| 2001 | Rollo & King                    | Never Ever Let You Go            | Sose hagylak elmenni               | 2.                             | 177                            | Nem volt elődöntő    | Nem volt elődöntő    |
| 2002 | Malene                          | Tell Me Who You Are              | Mondd meg, ki vagy                 | 24.                            | 7                              | Nem volt elődöntő    | Nem volt elődöntő    |
|      |                                 |                                  |                                    |                                |                                | Nem volt elődöntő    | Nem volt elődöntő    |
| 2004 | Thomas Thordarson               | Shame on You                     | Szégyelld magad                    | Nem jutott be a döntőbe        | Nem jutott be a döntőbe        | 13.                  | 56                   |
| 2005 | Jakob Sveistrup                 | Talking to You                   | Hozzád beszélni                    | 9.                             | 125                            | 3.                   | 185                  |
| 2006 | Sidsel Ben Semmane              | Twist of Love                    | A szerelem sodrása                 | 18.                            | 26                             | Automatikusan döntős | Automatikusan döntős |
| 2007 | DQ                              | Drama Queen                      | Dráma királynő                     | Nem jutott be a döntőbe        | Nem jutott be a döntőbe        | 19.                  | 45                   |
| 2008 | Simon Mathew                    | All Night Long                   | Egész éjszaka                      | 15.                            | 60                             | 3.                   | 112                  |
| 2009 | Brinck                          | Believe Again                    | Újra hinni                         | 13.                            | 74                             | 8.                   | 69                   |
| 2010 | Chanée és N'evergreen           | In a Moment Like This            | Egy ilyen pillanatban              | 4.                             | 149                            | 5.                   | 101                  |
| 2011 | A Friend In London              | New Tomorrow                     | Új holnap                          | 5.                             | 134                            | 2.                   | 135                  |
| 2012 | Soluna Samay                    | Should’ve Known Better           | Tudhattam volna jobban             | 23.                            | 21                             | 9.                   | 63                   |
| 2013 | Emmelie de Forest               | Only Teardrops                   | Csak könnycseppek                  | 1.                             | 281                            | 1.                   | 167                  |
| 2014 | Basim                           | Cliche Love Song                 | Klisé szerelmes dal                | 9.                             | 74                             | Automatikusan döntős | Automatikusan döntős |
| 2015 | Anti Social Media               | The Way You Are                  | Ahogy vagy                         | Nem jutott be a döntőbe        | Nem jutott be a döntőbe        | 13.                  | 33                   |
| 2016 | Lighthouse X                    | Soldiers of Love                 | A szerelem katonái                 | Nem jutott be a döntőbe        | Nem jutott be a döntőbe        | 17.                  | 34                   |
| 2017 | Anja Nissen                     | Where I Am                       | Ahol vagyok                        | 20.                            | 77                             | 10.                  | 101                  |
| 2018 | Rasmussen                       | Higher Ground                    | Magasabb szint                     | 9.                             | 226                            | 5.                   | 204                  |
| 2019 | Leonora                         | Love Is Forever                  | A szerelem örök                    | 12.                            | 120                            | 10.                  | 94                   |
| 2020 | Ben & Tan                       | Yes                              | Igen                               | Elmaradt a verseny             | Elmaradt a verseny             | Elmaradt a verseny   | Elmaradt a verseny   |
| 2021 | Fyr & Flamme                    | Øve os på hinanden               | Egymáson gyakorolni                | Nem jutott be a döntőbe        | Nem jutott be a döntőbe        | 11.                  | 89                   |
| 2022 | Reddi                           | The Show                         | A műsor                            | Nem jutott be a döntőbe        | Nem jutott be a döntőbe        | 13.                  | 55                   |
| 2023 | Reiley                          | Breaking My Heart                | Összetörni a szívem                | Nem jutott be a döntőbe        | Nem jutott be a döntőbe        | 14.                  | 6                    |
| 2024 | Saba                            | Sand                             | Homok                              | Nem jutott be a döntőbe        | Nem jutott be a döntőbe        | 12.                  | 36                   |
| 2025 | Sissal                          | Hallucination                    | Hallucináció                       | 23.                            | 47                             | 8.                   | 61                   |
| 2026 | 2026. február 14.               | 2026. február 14.                |                                    |                                |                                |                      |                      |

## Szavazástörténet

### 1957–2025
| Hely | Ország     | Pont |
| ---- | ---------- | ---- |
| 1.   | Norvégia   | 128  |
| 2.   | Hollandia  | 122  |
| 3.   | Svédország | 100  |
| 4.   | Izland     | 98   |
| 5.   | Ukrajna    | 65   |
| 6.   | Svájc      | 59   |
| 7.   | Litvánia   | 57   |
| 8.   | Finnország | 55   |
| 9.   | Lettország | 55   |
| 10.  | Írország   | 53   |

| Hely | Ország       | Pont |
| ---- | ------------ | ---- |
| 1.   | Norvégia     | 103  |
| 2.   | Svédország   | 93   |
| 3.   | Izland       | 76   |
| 4.   | Hollandia    | 76   |
| 5.   | Írország     | 73   |
| 6.   | Lettország   | 72   |
| 7.   | Észtország   | 68   |
| 8.   | Magyarország | 53   |
| 9.   | Ausztria     | 50   |
| 10.  | Litvánia     | 50   |

Dánia még sosem adott pontot az elődöntőben a következő országoknak: Monaco és Szlovákia
Dánia mindegyik országtól kapott legalább egy pontot az elődöntőkben.
| Hely | Ország             | Pont |
| ---- | ------------------ | ---- |
| 1.   | Svédország         | 440  |
| 2.   | Norvégia           | 212  |
| 3.   | Németország        | 196  |
| 4.   | Egyesült Királyság | 170  |
| 5.   | Svájc              | 149  |
| 6.   | Írország           | 146  |
| 7.   | Izland             | 141  |
| 8.   | Franciaország      | 115  |
| 9.   | Ausztria           | 108  |
| 10.  | Hollandia          | 106  |

| Hely | Ország             | Pont |
| ---- | ------------------ | ---- |
| 1.   | Norvégia           | 221  |
| 2.   | Svédország         | 214  |
| 3.   | Izland             | 196  |
| 4.   | Egyesült Királyság | 144  |
| 5.   | Hollandia          | 142  |
| 6.   | Írország           | 131  |
| 7.   | Németország        | 118  |
| 8.   | Franciaország      | 111  |
| 9.   | Izrael             | 109  |
| 10.  | Finnország         | 97   |

Dánia még sosem adott pontot a döntőben a következő országoknak: Fehéroroszország, Grúzia, Marokkó, Montenegró és Szlovákia
Dánia mindegyik országtól kapott legalább egy pontot a döntőkben.

## Rendezések

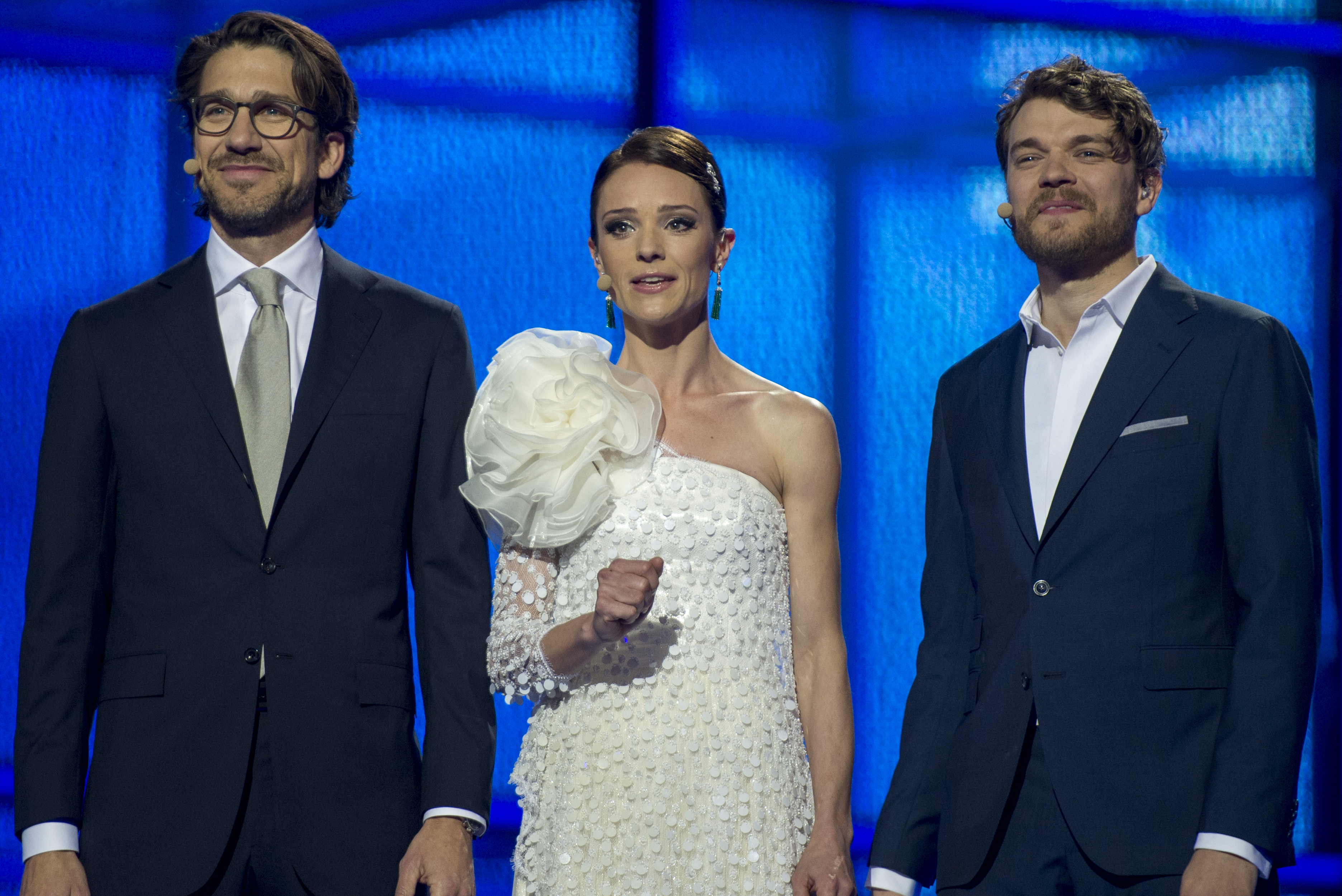
A 2014-es verseny műsorvezetői

| Év   | Város      | Helyszín           | Műsorvezető(k)                            | Résztvevők |
| ---- | ---------- | ------------------ | ----------------------------------------- | ---------- |
| 1964 | Koppenhága | Tivolis Koncertsal | Lotte Wæver                               | 16         |
| 2001 | Koppenhága | Parken Stadion     | Natasja Crone Back és Søren Pilmark       | 23         |
| 2014 | Koppenhága | B&W Hallerne       | Lise Rønne, Nikolaj Koppel és Pilou Asbæk | 37         |

## Háttér
| Év        | Rendező                                          | Kommentátor                                      | Pontbejelentő                                    |
| --------- | ------------------------------------------------ | ------------------------------------------------ | ------------------------------------------------ |
| 1956      | Lugano                                           | Gunnar Hansen                                    | Nem vettek részt                                 |
| 1957      | Frankfurt am Main                                | Gunnar Hansen                                    | Svend Pedersen                                   |
| 1958      | Hilversum                                        | Gunnar Hansen                                    | Svend Pedersen                                   |
| 1959      | Cannes                                           | Sejr Volmer-Sørensen                             | Svend Pedersen                                   |
| 1960      | London                                           | Sejr Volmer-Sørensen                             | Svend Pedersen                                   |
| 1961      | Cannes                                           | Sejr Volmer-Sørensen                             | Ole Mortensen                                    |
| 1962      | Luxembourg                                       | Skat Nørrevig                                    | Ole Mortensen                                    |
| 1963      | London                                           | Ole Mortensen                                    | N/A                                              |
| 1964      | Koppenhága                                       | Nem volt                                         | Pedro Biker                                      |
| 1965      | Nápoly                                           | Skat Nørrevig                                    | Claus Toksvig                                    |
| 1966      | Luxembourg                                       | Skat Nørrevig                                    | Claus Toksvig                                    |
| 1967–1973 | Nem vettek részt és nem közvetítették a versenyt | Nem vettek részt és nem közvetítették a versenyt | Nem vettek részt és nem közvetítették a versenyt |
| 1974      | Brighton                                         | Claus Toksvig                                    | Nem vettek részt                                 |
| 1975      | Stockholm                                        | Claus Toksvig                                    | Nem vettek részt                                 |
| 1976      | Hága                                             | Claus Toksvig                                    | Nem vettek részt                                 |
| 1977      | London                                           | Claus Toksvig                                    | Nem vettek részt                                 |
| 1978      | Párizs                                           | Jørgen de Mylius                                 | Bent Henius                                      |
| 1979      | Jeruzsálem                                       | Jørgen de Mylius                                 | Bent Henius                                      |
| 1980      | Hága                                             | Jørgen de Mylius                                 | Bent Henius                                      |
| 1981      | Dublin                                           | Jørgen de Mylius                                 | Bent Henius                                      |
| 1982      | Harrogate                                        | Jørgen de Mylius                                 | Hans Otto Bisgaard                               |
| 1983      | München                                          | Jørgen de Mylius                                 | Ben Henius                                       |
| 1984      | Luxembourg                                       | Jørgen de Mylius                                 | Ben Henius                                       |
| 1985      | Göteborg                                         | Jørgen de Mylius                                 | Ben Henius                                       |
| 1986      | Bergen                                           | Jørgen de Mylius                                 | Ben Henius                                       |
| 1987      | Brüsszel                                         | Jørgen de Mylius                                 | Ben Henius                                       |
| 1988      | Dublin                                           | Jørgen de Mylius                                 | Ben Henius                                       |
| 1989      | Lausanne                                         | Jørgen de Mylius                                 | Ben Henius                                       |
| 1990      | Zágráb                                           | Jørgen de Mylius                                 | Ben Henius                                       |
| 1991      | Róma                                             | Camilla Miehe-Renard                             | Ben Henius                                       |
| 1992      | Malmö                                            | Jørgen de Mylius                                 | Ben Henius                                       |
| 1993      | Millstreet                                       | Jørgen de Mylius                                 | Ben Henius                                       |
| 1994      | Dublin                                           | Jørgen de Mylius                                 | Nem vettek részt                                 |
| 1995      | Dublin                                           | Jørgen de Mylius                                 | Bent Henius                                      |
| 1996      | Oslo                                             | Jørgen de Mylius                                 | Nem vettek részt                                 |
| 1997      | Dublin                                           | Hans Otto Bisgaard                               | Bent Heniusl                                     |
| 1998      | Birmingham                                       | Keld Heick                                       | Nem vettek részt                                 |
| 1999      | Jeruzsálem                                       | Keld Heick                                       | Kirsten Siggaard                                 |
| 2000      | Stockholm                                        | Keld Heick                                       | Michael Teschl                                   |
| 2001      | Koppenhága                                       | Hans Otto Bisgaard és Hilda Heick                | Gry Johansen                                     |
| 2002      | Tallinn                                          | Keld Heick                                       | Signe Svendsen                                   |
| 2003      | Riga                                             | Jørgen de Mylius                                 | Nem vettek részt                                 |
| 2004      | Isztambul                                        | Jørgen de Mylius                                 | Camilla Ottesen                                  |
| 2005      | Kijev                                            | Jørgen de Mylius                                 | Gry Johansen                                     |
| 2006      | Athén                                            | Mads Vangsø és Adam Duvå Hall                    | Jørgen de Mylius                                 |
| 2007      | Helsinki                                         | Søren Nystrøm Rasted és Adam Duvå Hall           | Susanne Georgi                                   |
| 2008      | Belgrád                                          | Nicolai Molbech                                  | Maria Montell                                    |
| 2009      | Moszkva                                          | Nicolai Molbech                                  | Felix Smith                                      |
| 2010      | Oslo                                             | Nicolai Molbech                                  | Bryan Rice                                       |
| 2011      | Düsseldorf                                       | Ole Tøpholm                                      | Lise Rønne                                       |
| 2012      | Baku                                             | Ole Tøpholm                                      | Louise Wolff                                     |
| 2013      | Malmö                                            | Ole Tøpholm                                      | Sofie Lassen-Kahlke                              |
| 2014      | Koppenhága                                       | Ole Tøpholm                                      | Sofie Lassen-Kahlke                              |
| 2015      | Bécs                                             | Ole Tøpholm                                      | Basim                                            |
| 2016      | Stockholm                                        | Ole Tøpholm                                      | Ulla Essendrop                                   |
| 2017      | Kijev                                            | Ole Tøpholm                                      | Ulla Essendrop                                   |
| 2018      | Lisszabon                                        | Ole Tøpholm                                      | Ulla Essendrop                                   |
| 2019      | Tel-Aviv                                         | Ole Tøpholm                                      | Rasmussen                                        |
| 2021      | Rotterdam                                        | Henrik Milling és Nicolai Molbech                | Tina Müller                                      |
| 2022      | Torino                                           | Henrik Milling és Nicolai Molbech                | Tina Müller                                      |
| 2023      | Liverpool                                        | Nicolai Molbech                                  | Tina Müller                                      |
| 2024      | Malmö                                            | Ole Tøpholm                                      | Stéphanie Surrugue                               |
| 2025      | Bázel                                            | Ole Tøpholm                                      | Sara Bro                                         |
| 2026      | Bécs                                             |                                                  |                                                  |

## Díjak

### OGAE-szavazás
| Kategória              | Év   | Előadó                | Dal                   | Eredmény az Eurovízión | Eredmény az Eurovízión | Helyszín          |
| Kategória              | Év   | Előadó                | Dal                   | Helyezés               | Pontszám               | Helyszín          |
| ---------------------- | ---- | --------------------- | --------------------- | ---------------------- | ---------------------- | ----------------- |
| OGAE Song Contest Poll | 2010 | Chanée és N'evergreen | In a Moment Like This | 4.                     | 149                    | Norvégia, Oslo    |
| OGAE Song Contest Poll | 2013 | Emmelie de Forest     | Only Teardrops        | 1.                     | 281                    | Svédország, Dánia |

## Galéria

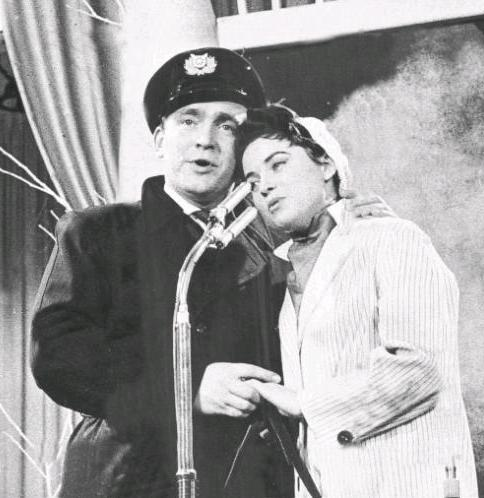
Birthe Wilke és Gustav Winckler Frankfurtban (1957)
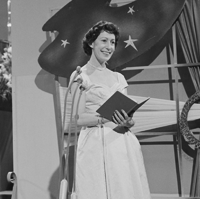
Raquel Rastenni Hilversumban (1958)
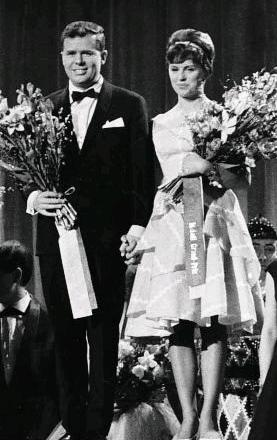
Grethe és Jørgen Ingmann Londonban (1963)
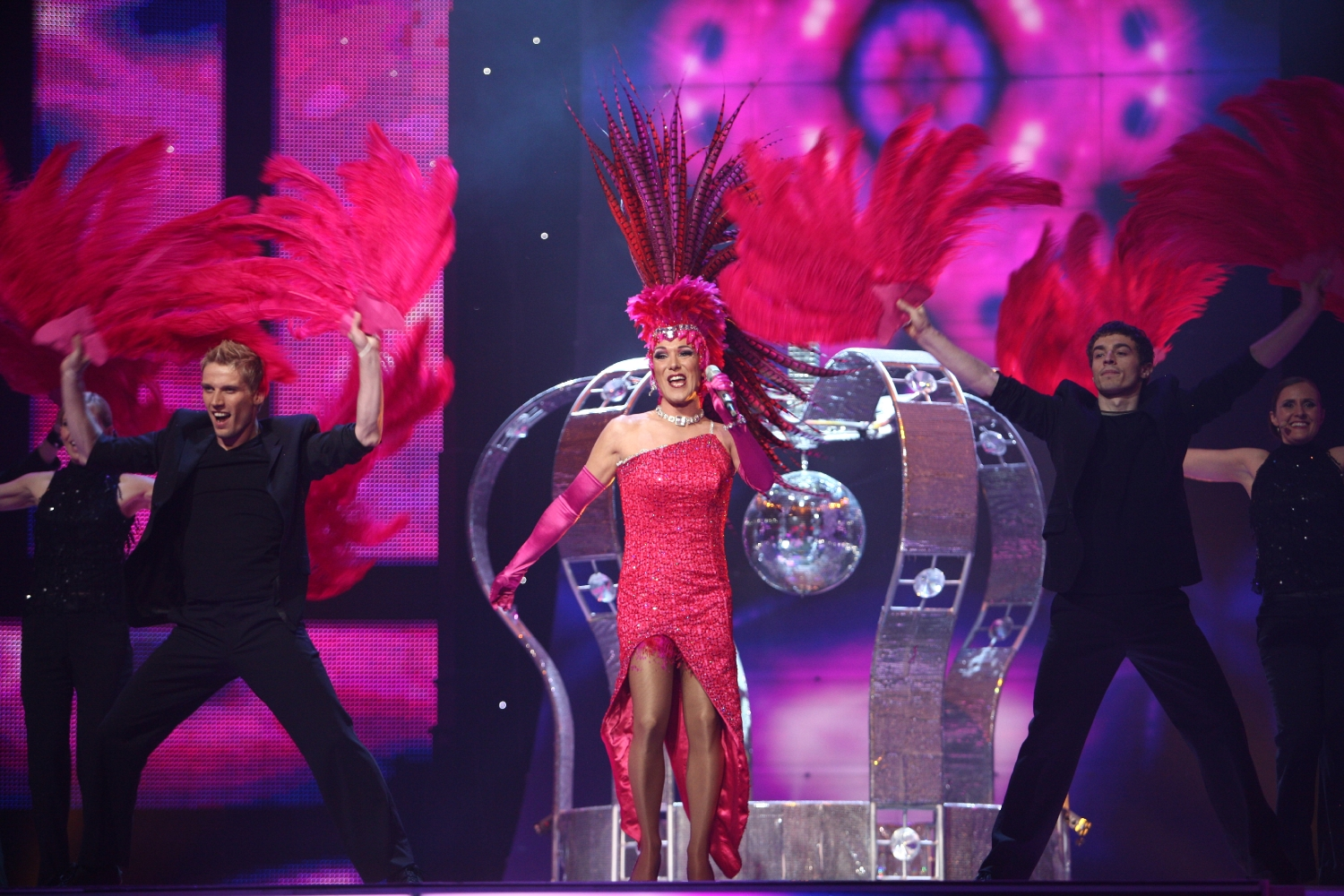
A DQ Helsinkiben (2007)
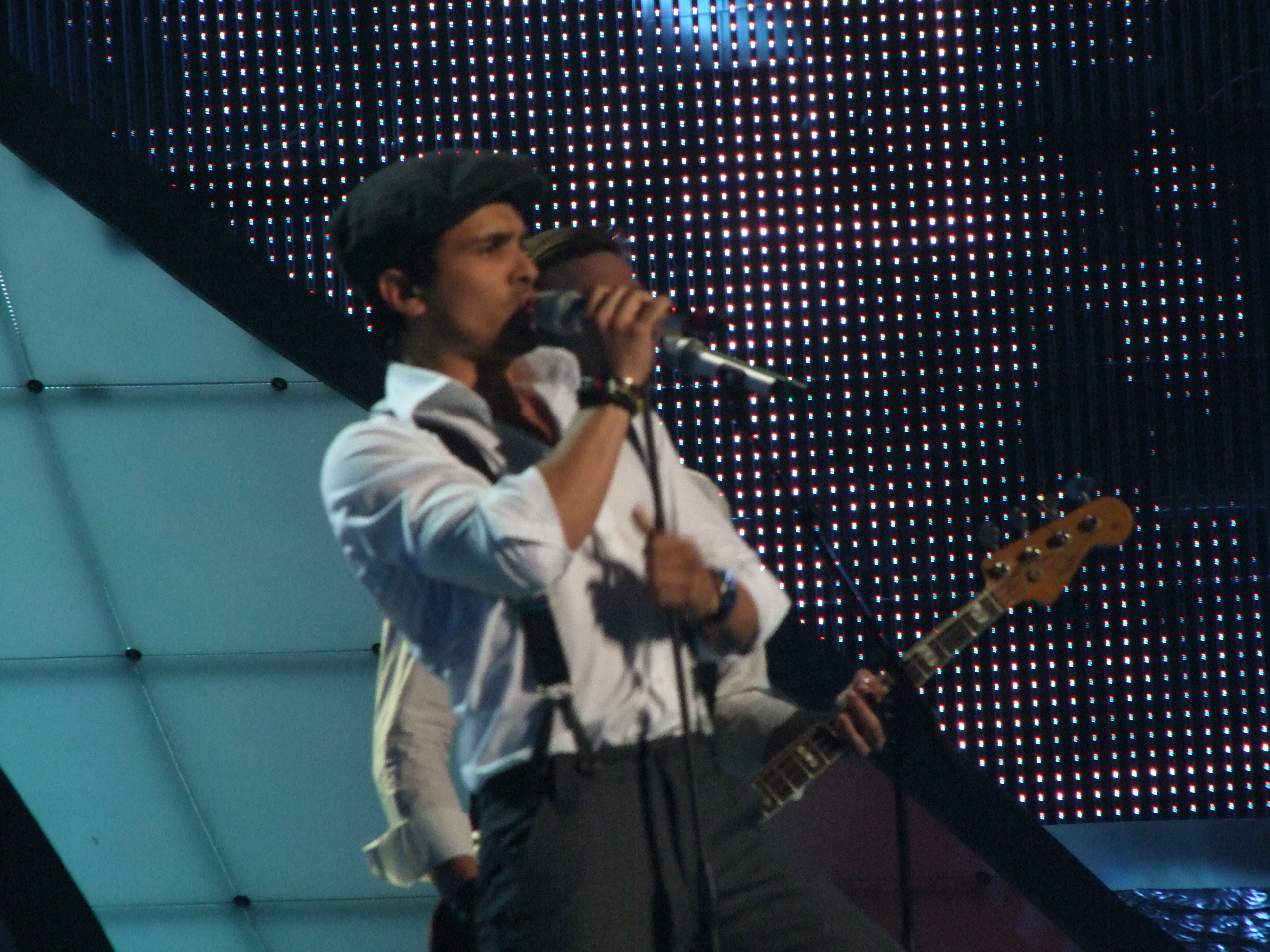
Simon Mathew Belgrádban (2008)
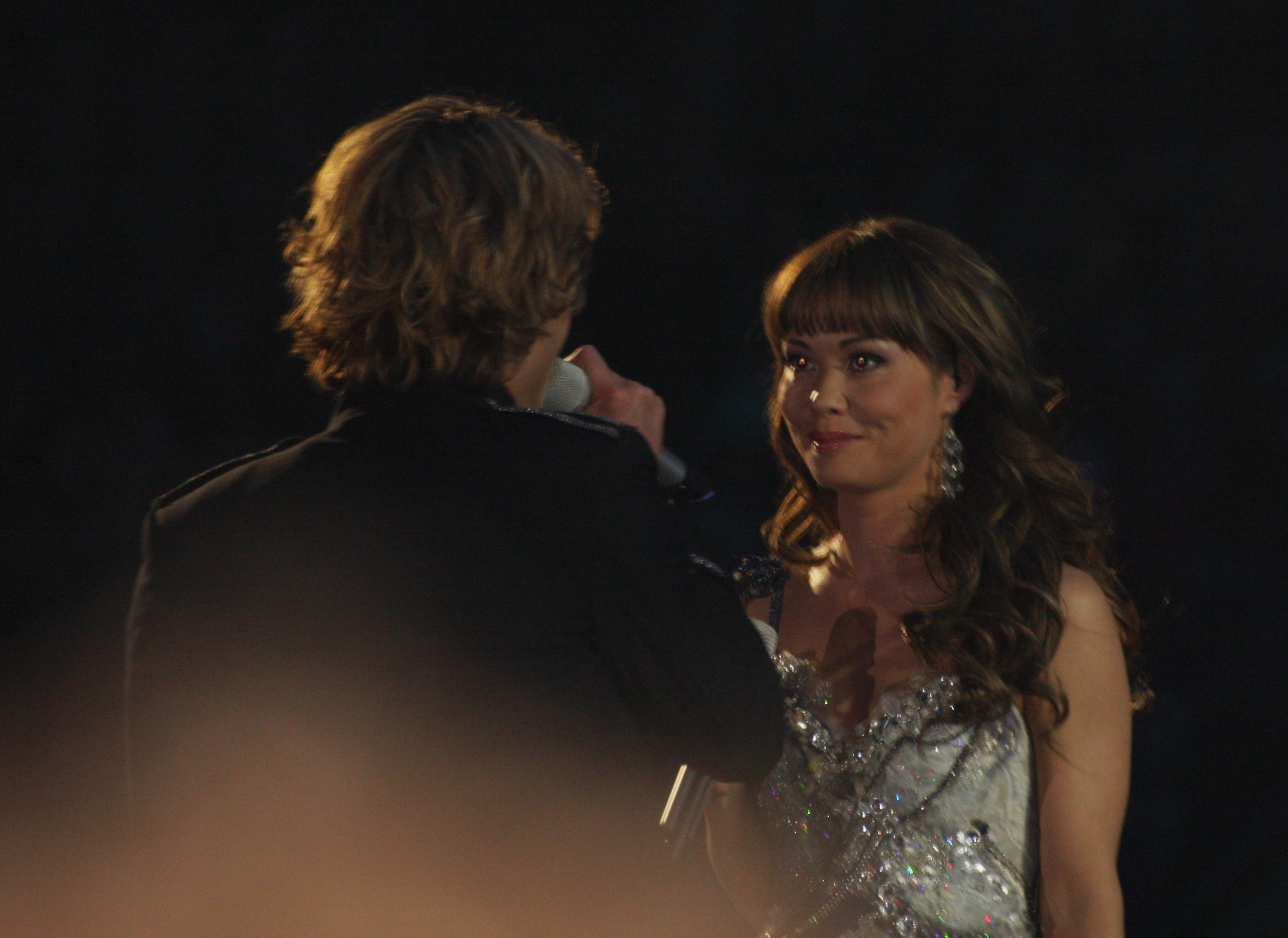
Chanée és N’evergreen Oslóban (2010)
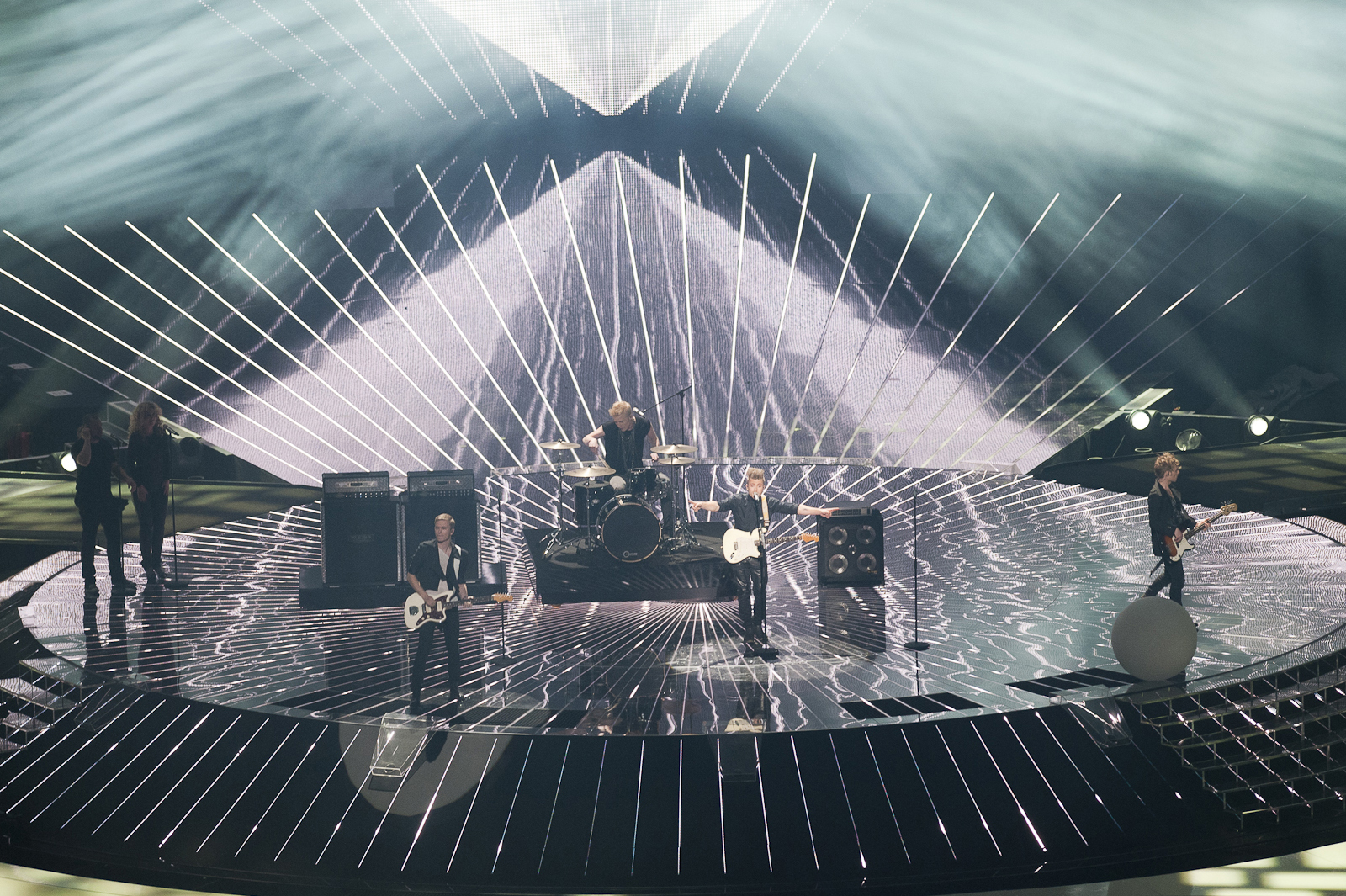
A Friend in London Düsseldorfban (2011)
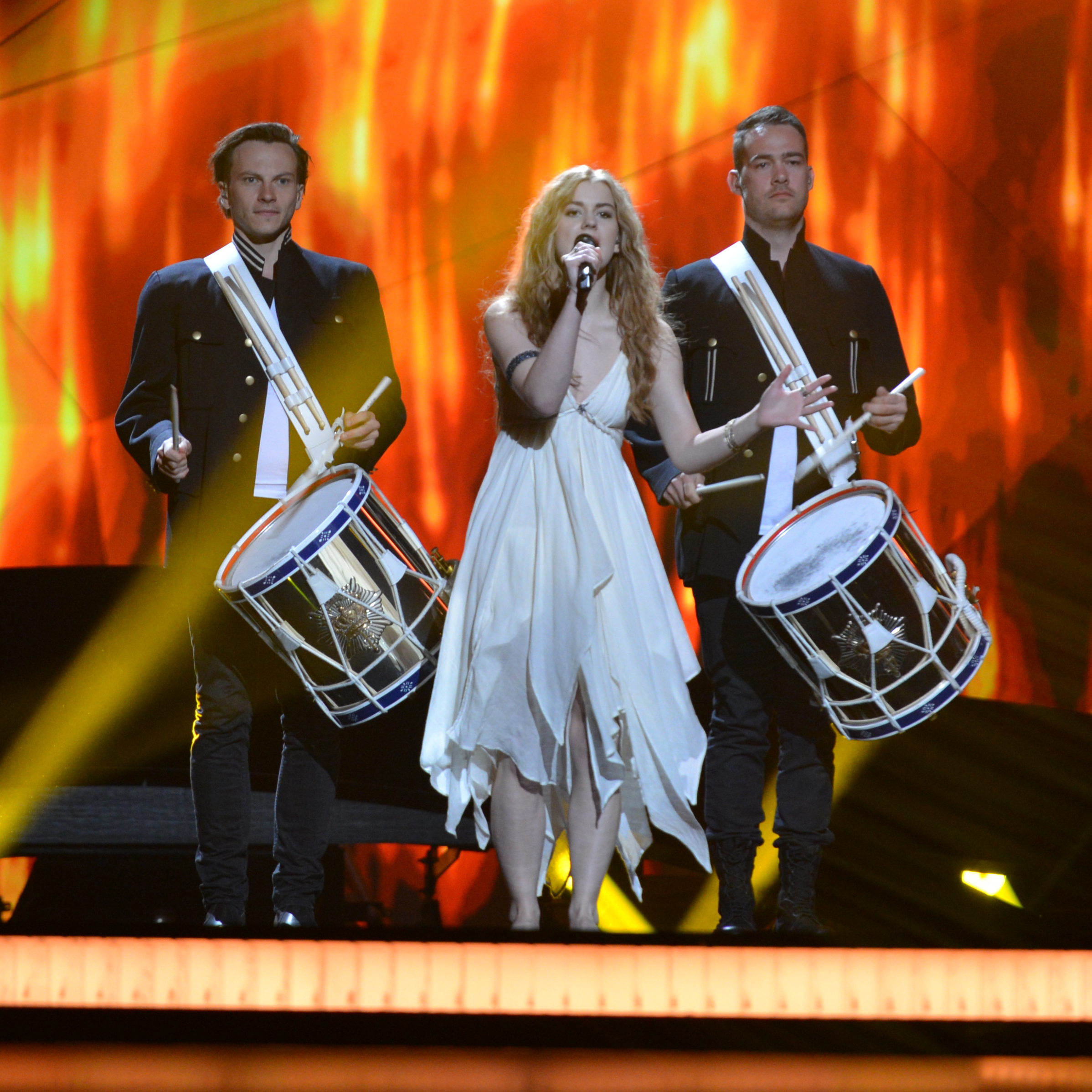
Emmelie de Forest Malmöben (2013)
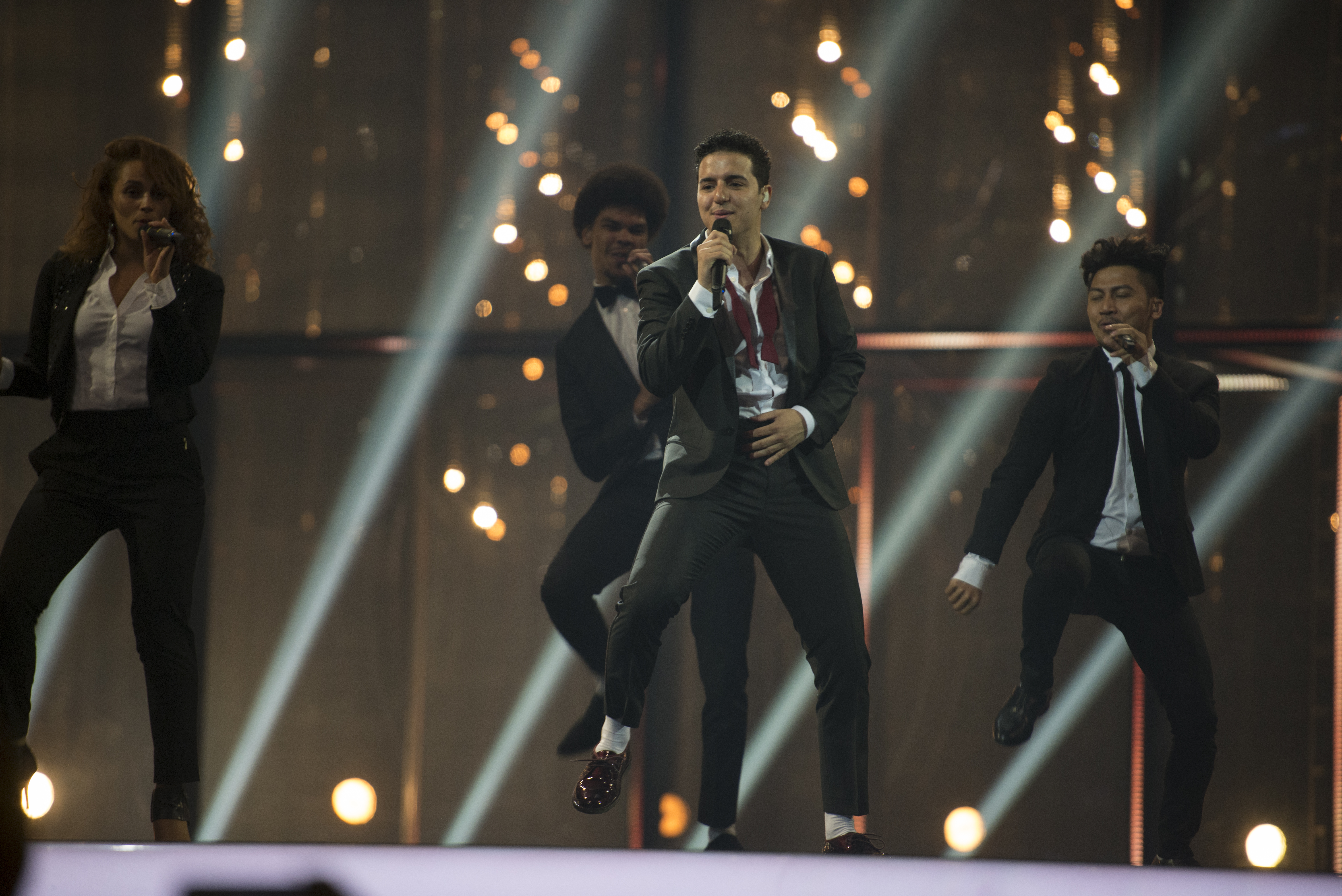
Basim Koppenhágában (2014)
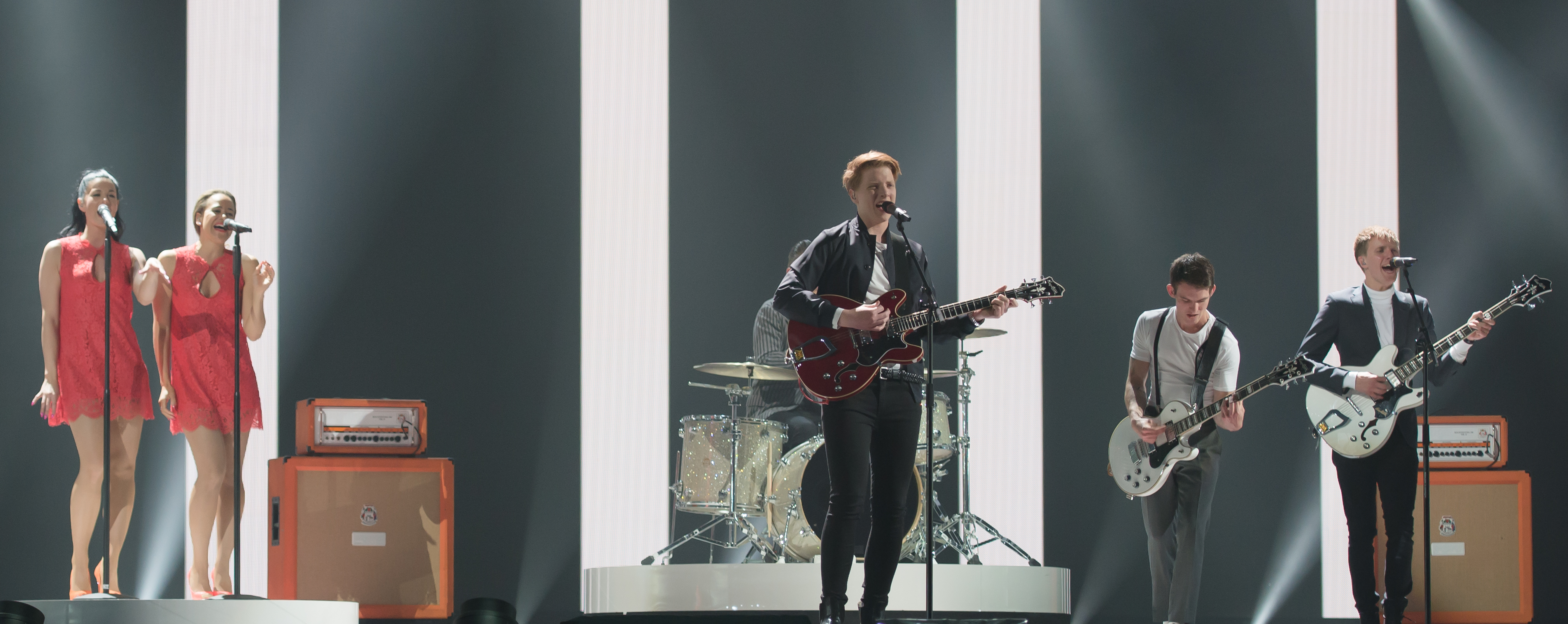
Az Anti Social Media Bécsben (2015)
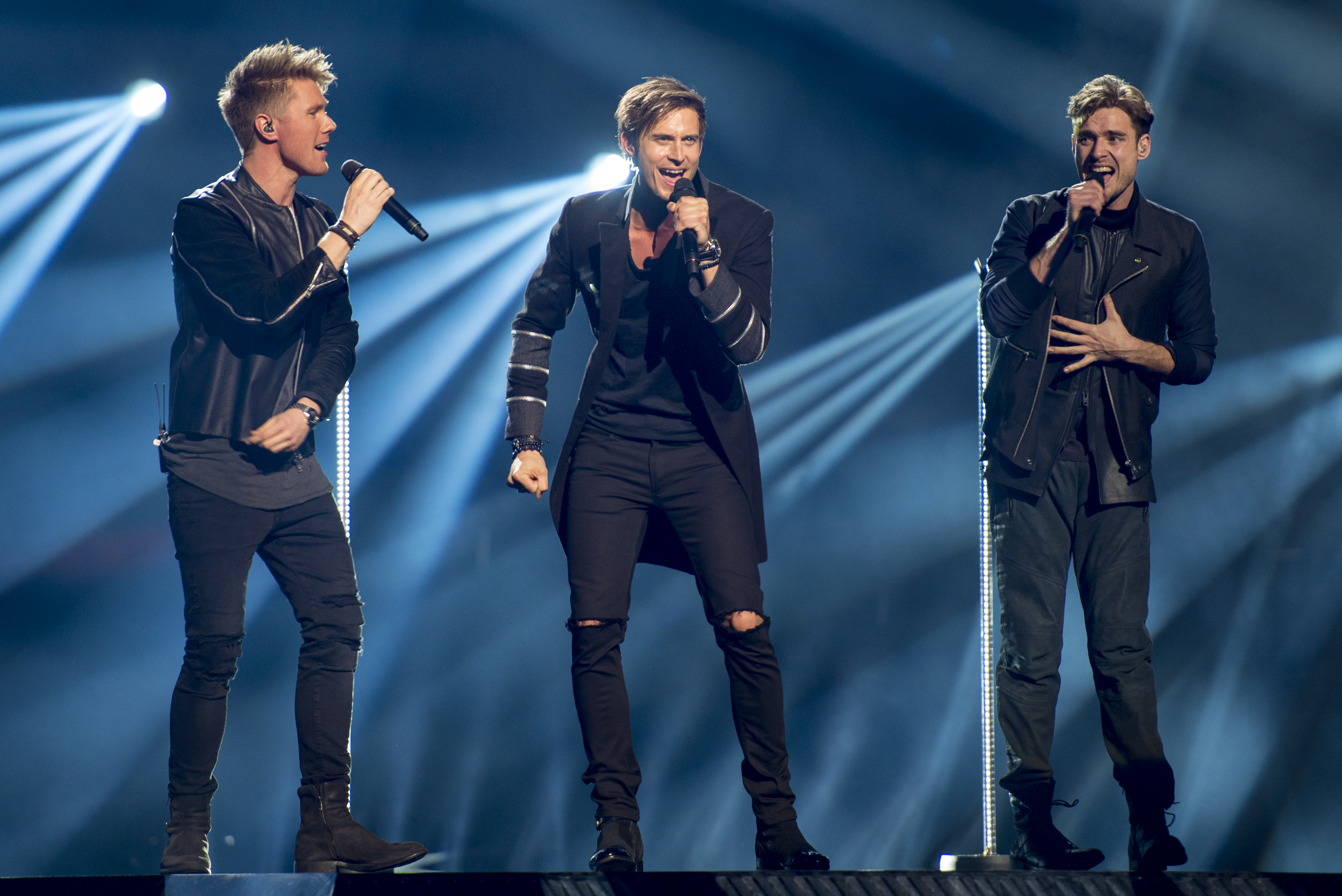
A Lighthouse X Stockholmban (2016)
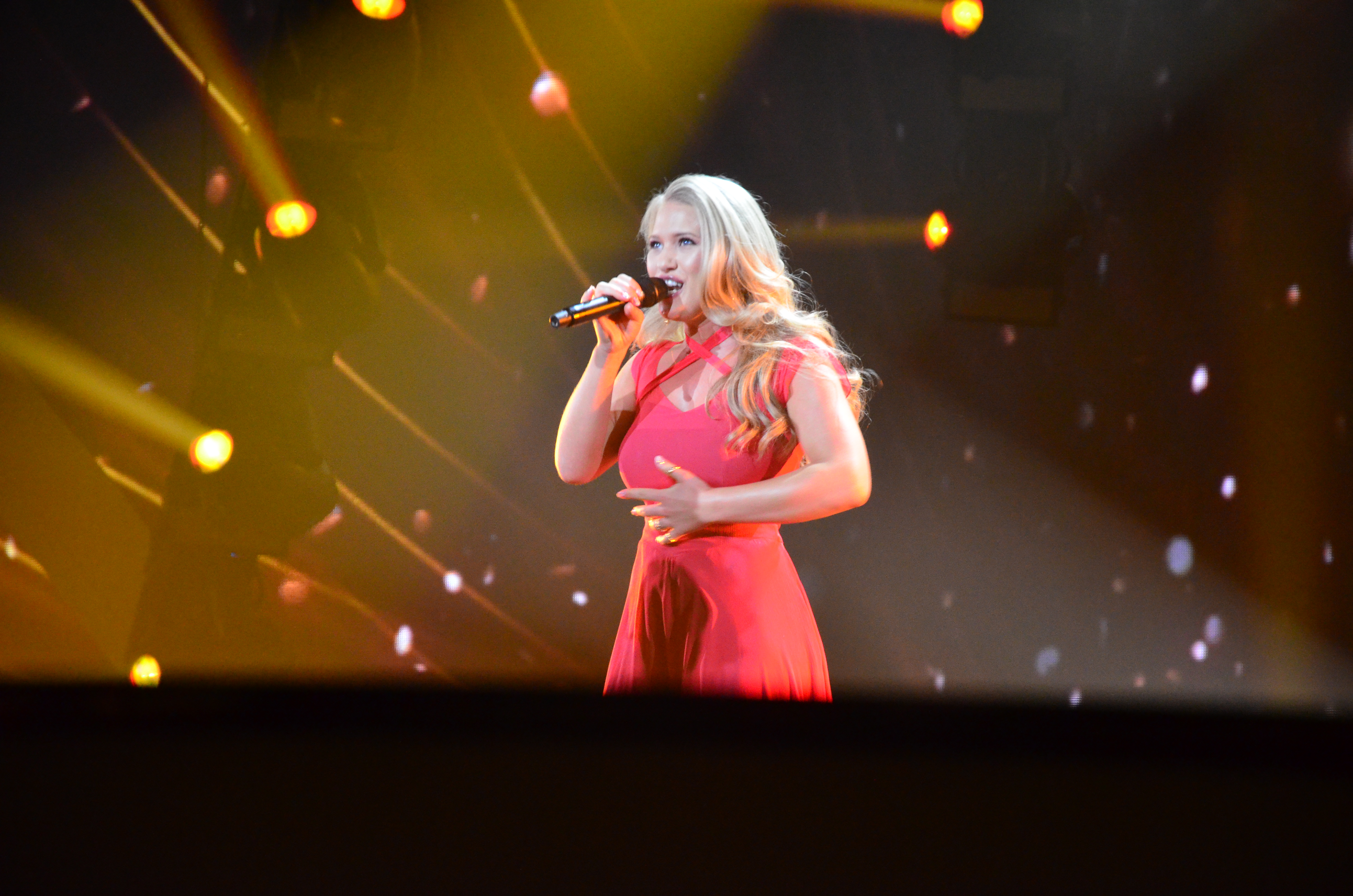
Anja Nissen Kijevben (2017)
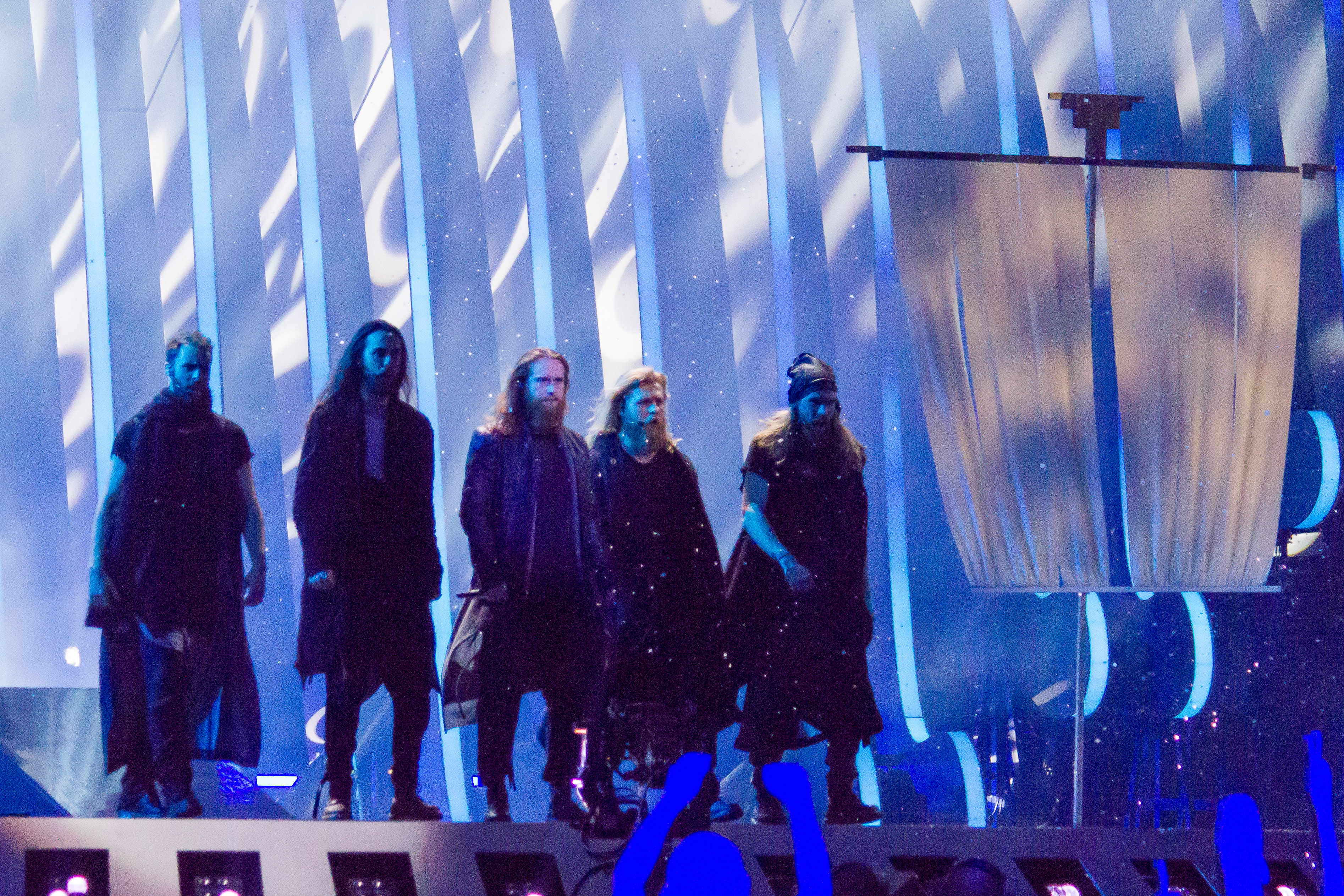
Rasmussen Lisszabonban (2018)
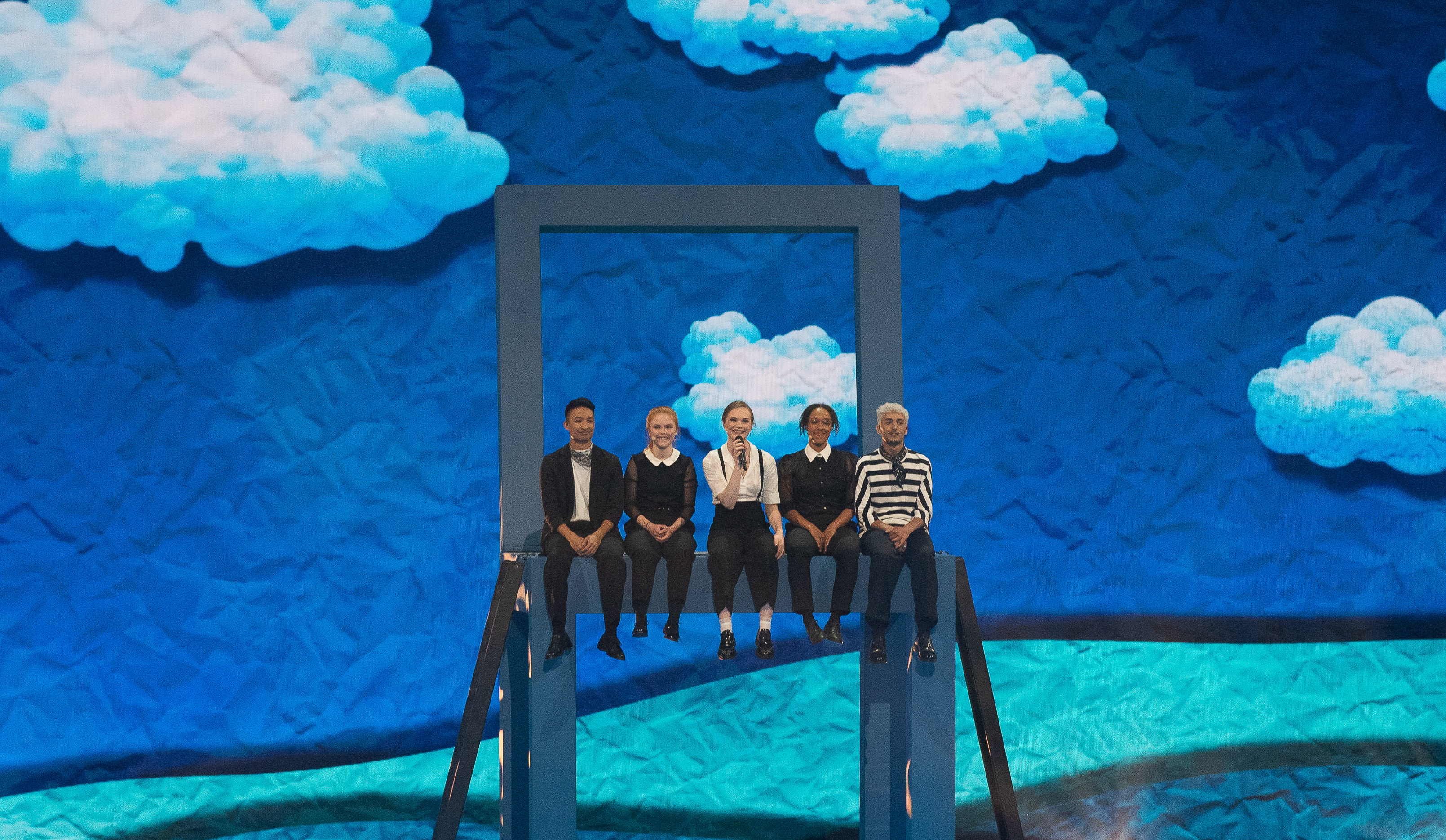
Leonora Tel-Avivban (2019)
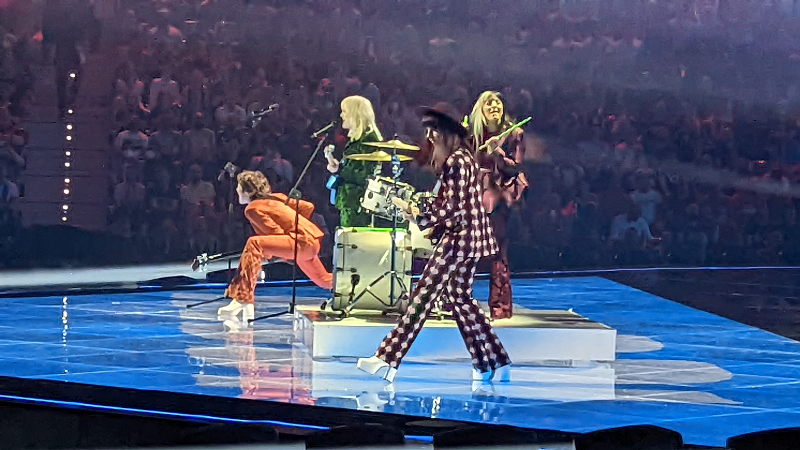
A REDDI Torinóban (2022)
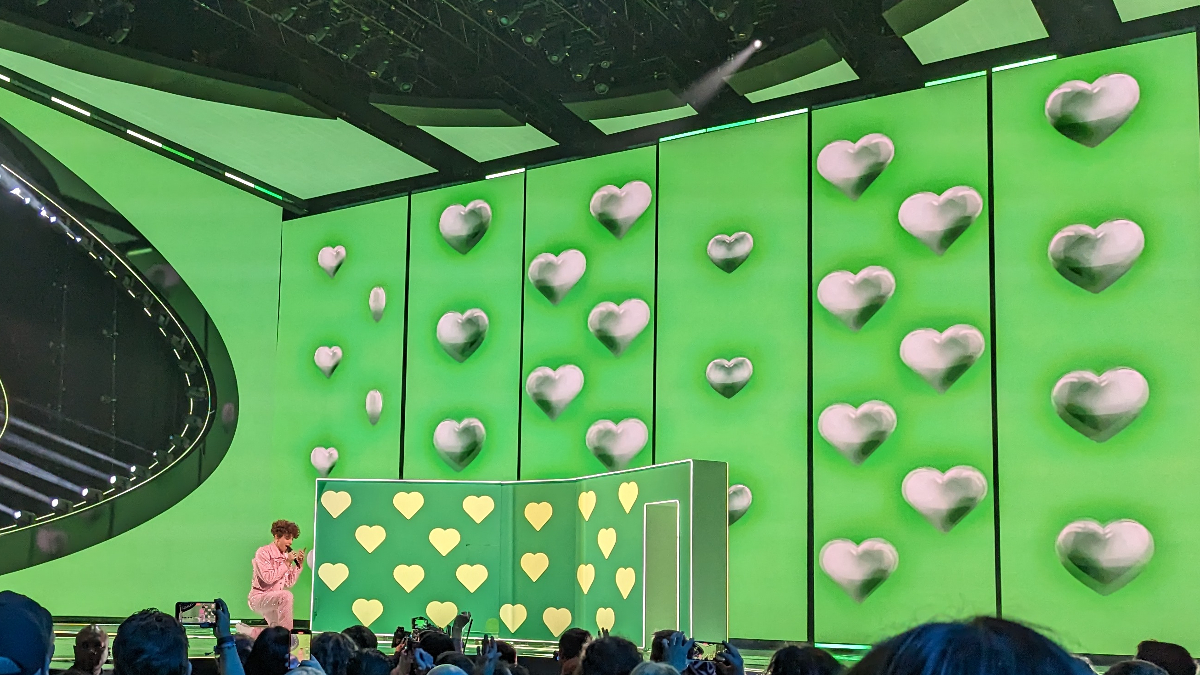
Reiley Liverpoolban (2023)
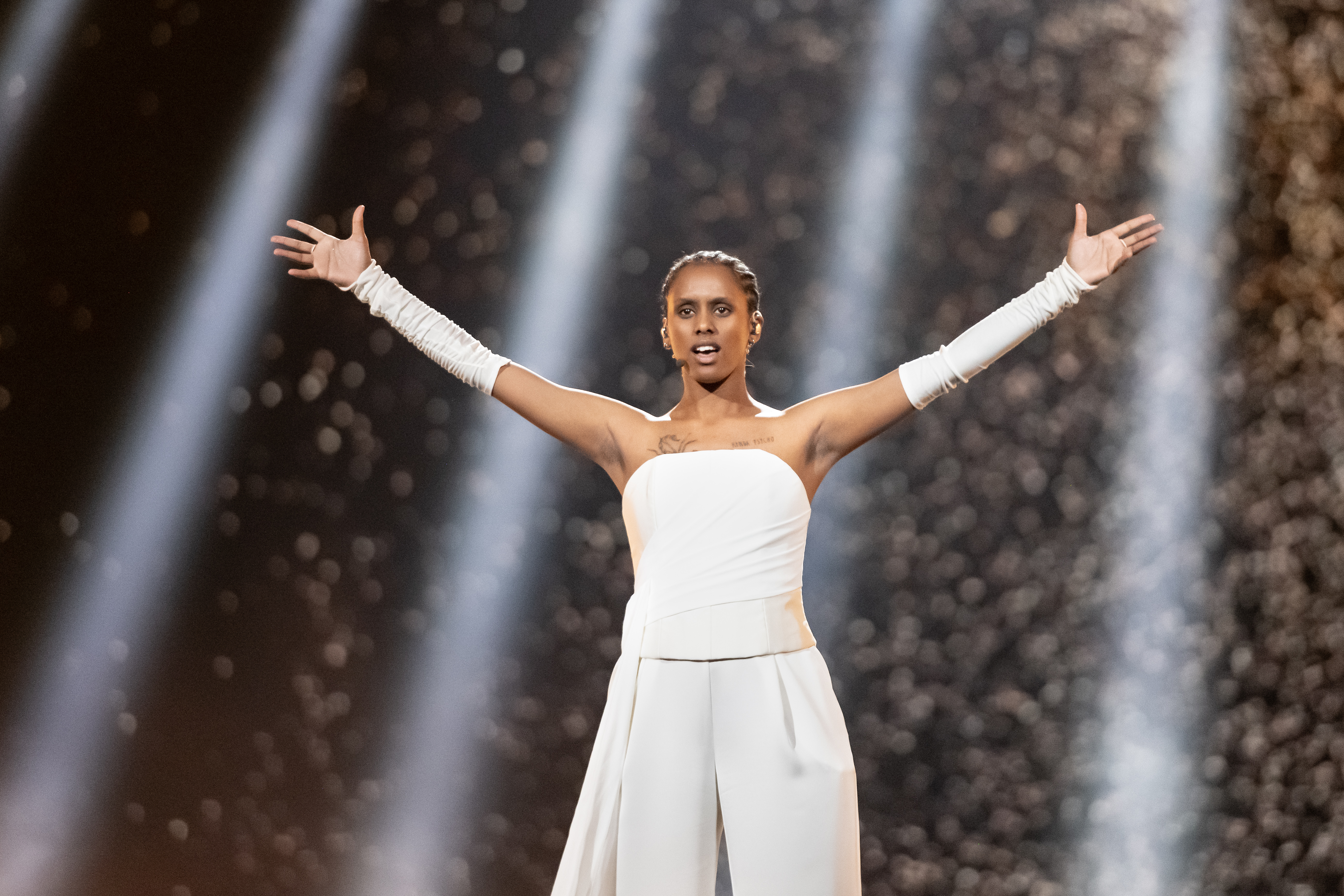
Saba Malmőben (2024)
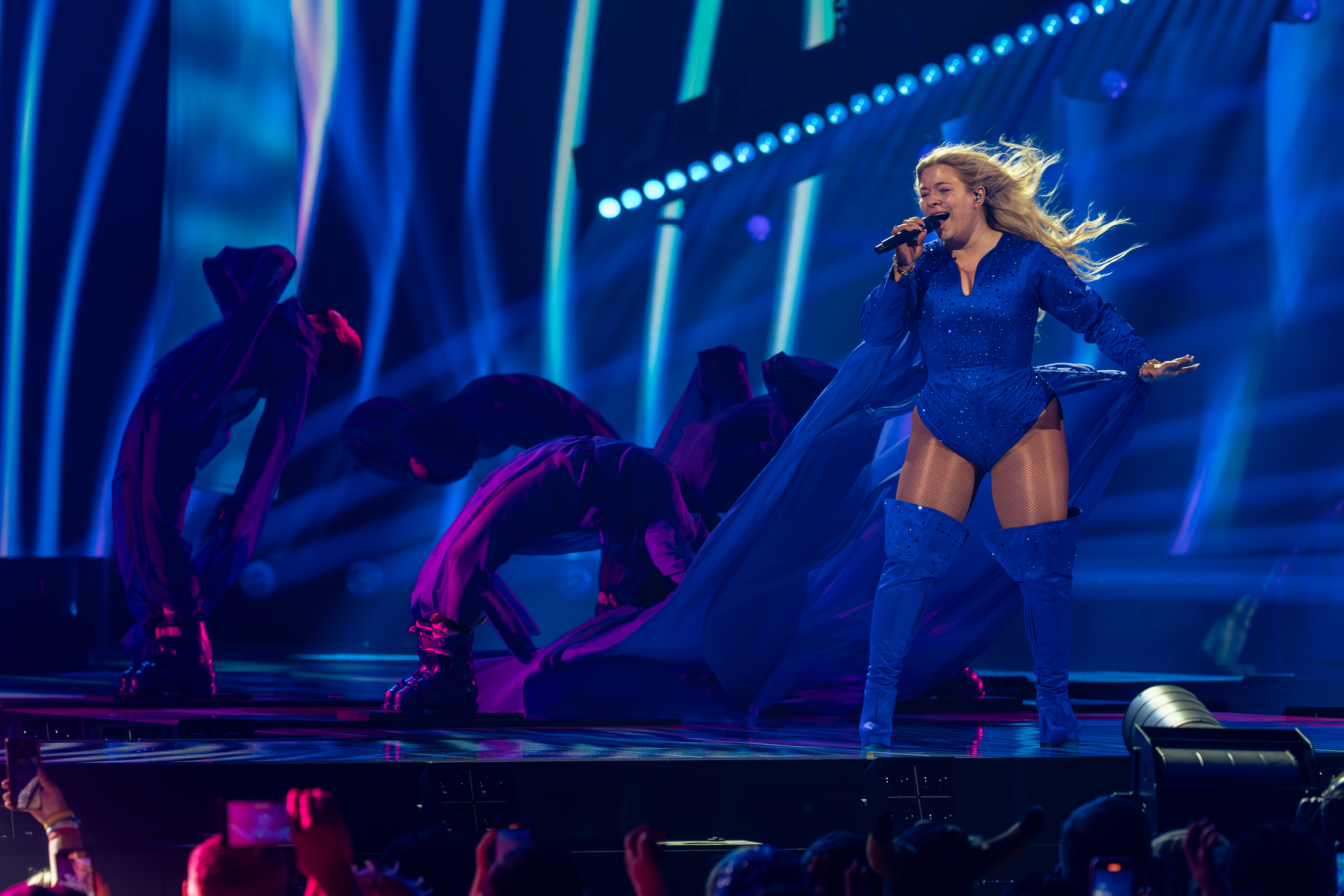
Sissal Bázelben (2025)

## Lásd még
- Dánia a Junior Eurovíziós Dalfesztiválokon